# Sechestratul din Altona (film)
Sechestratul din Altona (titlul original: în italiană I sequestrati di Altona)  este un film dramatic franco-italian, realizat în 1962 de regizorul Vittorio De Sica, după piesa omonimă a scriitorului Jean-Paul Sartre, protagoniști fiind actorii Sophia Loren, Maximilian Schell, Fredric March și Robert Wagner. Producător este soțul Sophiei Loren, Carlo Ponti. Acțiunea filmului se desfășoară în Hamburg-Altona.

## Conținut
Hamburg-Altona în preajma anului 1959. Familia de industriași a lui Gerlach locuiește într-o vilă luxoasă. Patriarh este proprietarul șantierului naval Albrecht von Gerlach, iar cei doi copii ai săi sunt fiul Werner și fiica Leni. Există un al doilea fiu pe nume Franz von Gerlach, dar care de la sfârșitul celui de-al doilea război mondial este considerat mort. Ceea ce încă nimeni nu a aflat în afara zidurilor casei este că Franz, deja foarte confuz la minte, care se pregătește pentru un proces imaginar ce va urma, este că familia sa l-a ascuns în podul casei de 13 ani pentru un motiv serios: Franz, care chiar și în ascunzătoarea lui poartă vechea uniforma de ofițer de Wehrmacht, în Uniunea Sovietică este considerat un criminal de război pentru comiterea execuțiilor prin împușcare și a torturărilor. Albrecht și Leni von Gerlach vor să-l protejeze de urmărirea penală a autorităților judiciare. Au trecut ani și lui Franz i-a fost sugerat  că fiind acolo în pod, nu a ratat nimic din lume exterioară, pentru că Germania este încă în ruine. După ani întregi de izolare completă, Franz o cunoaște pe Johanna, soția fratelui său mai mic, Werner. Acesta lucrează ca avocat și ar trebui să preia conducerea companiei la cererea tatălui bătrân și bolnav, dar ezită din cauza legăturilor strânse ale companiei cu fostul regim nazist.
Johanna este o actriță de teatru, atrăgătoare și angajată, care preferă să apară în piesele de stânga ale lui Brecht, până acum nu știa nimic despre fratele "dispărut" al lui Werner. Urmărind-o întâmplător pe Leni, cei doi se cunosc și devin prieteni în cursul următoarelor întâlniri. Johanna deschide ochii lui Franz și îi spune că Germania de după război este împărțită, iar jumătatea de vest a devenit o țară prosperă. Cumnata lui Franz este șocată că socrul cât și cumnata sa Leni, l-au mințit pe Franz și pe ea, iar în Franz s-a trezit dorința de a ieși din „închisoarea” sa și de a cunoaște în cele din urmă lumea exterioară. Într-o seară, Franz îndrăznește să „evadeze” și iese în oraș. Hamburg sclipește și strălucește, iar Franz nu poate de uimire, dar este de asemenea profund amărât pentru minciuna în care ani de zile a fost ținut. Brusc intră în mâinile poliției și este arestat. Johanna, după dispariția lui îl descoperă și reușește să îl elibereze de la poliției. Pe șantierul naval al familiei, se ajunge în final la o confruntare între tată și fiu...

## Distribuție
- Sophia Loren – Johanna von Gerlach
- Maximilian Schell – Franz von Gerlach
- Fredric March – Albrecht von Gerlach, tatăl său
- Robert Wagner – Werner von Gerlach, fiul său
- Françoise Prévost – Leni von Gerlach, sora sa
- Josef Dahmen – șoferul lui von Gerlach
- Alfredo Franchi – administratorul Gelbert
- Lucia Pelella – soția sa
- Antonia Cianci – camerista
- Carlo Antonini – înalt funcționar de poliție
- Armando Sifo – polițistul
- Osvaldo Peccioli – Koch
- Gabriele Tinti – actor în piesă
- Ekkehard Schall – actor în piesă
- Michela Ricciardi
- Dino De Luca
- Rolf Tasna
- Tonino Cianci
- Piero Leri

## Critici
„Murdăria trecutului - spune De Sica - încă mai există. Germania de Vest este încă pătrunsă de național-socialism. Într-o pledoarie strălucită, construită în jurul dramei lui Sartre, De Sica aruncă o privire profund nemiloasă, dar disperată și vivace (...) altădată, filmul cade într-o derulare teatrală, iar cuvintele par străine și nu se află în focar, ca și în dramă.”—Edoardo Brunno în Filmcritica, Nr. 129 din ianuarie 1963